# Juana de Valois, reina de Navarra
Juana de Valois o Juana de Francia (Châteauneuf-sur-Loire, 24 de junio de 1343 - Évreux, 3 de noviembre de 1373) fue reina consorte de Navarra, condesa de Évreux y señora de Montpellier. Desempeñó el cargo de regente del reino de Navarra durante la ausencia de su esposo el rey Carlos II de Navarra entre 1369 y 1372, y de Normandía, en 1373.

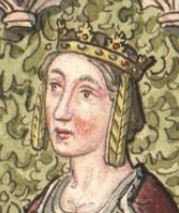
Juana de Valois. Acuarela de una vidriera desaparecida de la catedral de Notre-Dame de Évreux, colección Gaignières, París, Biblioteca Nacional de Francia,.

## Biografía

### Nacimiento y familia
Era la quinta hija, de un total de nueve, del matrimonio realizado entre el entonces solamente duque de Normandía, Juan II, rey de Francia, y su primera esposa, Bona de Luxemburgo, hija de Juan I de Luxemburgo, rey de Bohemia (1309-1346). Tenía cuatro hermanos varones, mayores que ella, y otras cuatro hermanas, todas menores que ella. Como hija mayor empleará durante su vida adulta el título de «ainsnee fille du roy de France».
Cuando apenas tenía 6 años falleció su madre, Bona de Luxemburgo, y su padre contrajo de nuevo matrimonio con Juana I de Auvernia. 

### Enlaces matrimoniales
Juana estuvo, en un primer momento, comprometida con Enrique de Limburgo, duque de Brabante, hijo de Juan III de Brabante y de María de Évreux, pero el matrimonio no se llevó a cabo al morir Enrique en 1349.
Juan II de Francia, tras la muerte de su padre Felipe VI de Francia el 22 de agosto de 1350, buscó de inmediato la adhesión de Carlos II, rey de Navarra y le nombra lugarteniente de Languedoc. Poco después acuerda la boda de su hija Juana que se celebra en Vivier-en-Brie hacia el 12 de febrero de 1352, quizá el 21 o el 22, según otros autores, cuando ella contaba apenas nueve años y él tenía diecinueve. Las capitulaciones matrimoniales, que no se pusieron por escrito, contemplaban las promesas del rey francés de entregar cien mil escudos de oro además de algunas rentas. Tales promesas no se hicieron efectivas y serían, a futuro, objeto de reivindicaciones por parte del monarca navarro. Tras el enlace, celebrado suntuosamente, Juana se convertiría en la quinta reina de Navarra con tal nombre —antes lo fueron Juana I, Juana II de Borgoña, Juana de Evreux y Juana II—, la tercera consecutiva, aunque en la historiografía no le asignara ordinal alguno aun cuando realmente, tras ganarse la confianza de su marido, como su lugarteniente, gobernaría en Navarra.

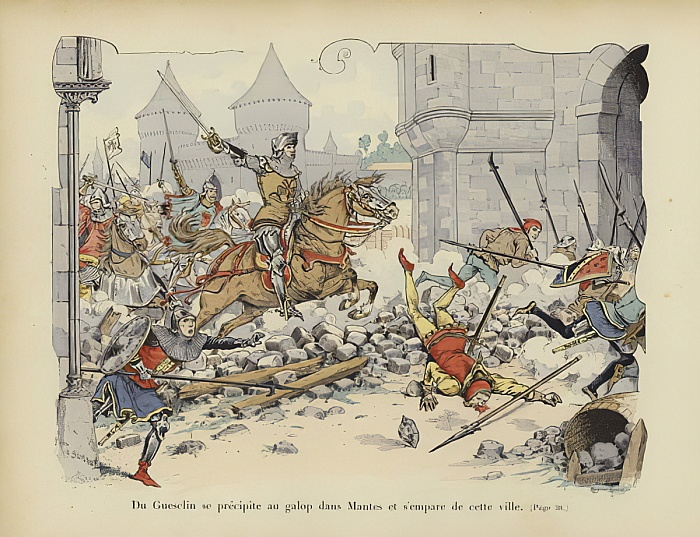
Bertrand du Guesclin tomando la ciudad de Mantes

### En la corte francesa (1352-1360)

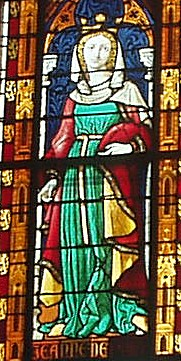
Vidriera de Juana en la Colegiata de Notre-Dame de Mantes-la-Jolie

Debido a su corta edad, Juana estuvo en la corte francesa acompañada la tía de su marido, Juana de Évreux, viuda de Carlos IV de Francia, y por la hermana de su marido, Blanca de Navarra, viuda de Felipe VI de Francia. El papel de ambas reinas viudas, como mediadoras, será fundamental en el desarrollo de los Tratados de Mantes (22 de febrero de 1354) y de Valognes (10 de septiembre de 1355). Sin embargo, resultaría insuficiente cuando estalle el conflicto (1356) y las tres reinas se vean sitiadas en Melun por los soldados de Du Guesclin. La plaza estaba defendida por el alférez de Navarra, Martín Enríquez de Lacarra (julio de 1359). Con todo, y una vez más, la reina viuda Juana mediará ante su hermano Carlos,  delfín de Francia, logrando sellasen el Tratado de Pontoise (22 de agosto de 1359). Juana, tras dos años en Borgoña junto con la reina viuda de Francia, regresó a París en septiembre de 1359. Tenía ya dieciséis años y fue confiada a la reina viuda Blanca en cuya compañía estuvo desde el 1 de diciembre de 1359 hasta el 13 de julio de 1361. Fue con ella con quien en abril de 1361 fue a París para ver al rey Juan, su padre.

### Retomando el contacto conyugal (1360-1362)
Juana de Valois que había estado alejada de su marido desde 1352, se reencuentra con él con ocasión del Tratado de Calais firmado en diciembre de 1360. Carlos tenía autorización para retomar su vida matrimonial junto a su esposa.  El nacimiento del primogénito Carlos en Mantes-la-Jolie (22 de julio de 1361) pudo impedir que ambos acompañaran a Carlos II a finales de 1361 en su viaje a Navarra (18 de octubre). Aunque Juana había ejercido, junto a las reinas viudas, una labor mediadora importante en los conflictos y tratados firmados por su marido, por un lado, y por su padre y por su hermano, por otro, no debía gozar aún de la confianza del monarca navarro receloso de que hubiera estado demasiado influenciada durante su estancia con ellas. Junto a su mujer permanecieron los hermanos de Carlos, Felipe y Blanca.

### Primer estancia en Navarra (1362-1365)
Cuando Juana dejó Pacy-sur-Eure el 15 de noviembre de 1362, acompañada de Mouton de Blainville, señor de Ruan y mariscal de Francia, y su cuñado Felipe, dejó a su hijo en Melun bajo la tutela de su cuñada Blanca. En el testamento que Carlos II había redactado en 1361 se transmitía incluso cierta desconfianza hacia su esposa cuando prefirió el rey navarro dejar a su hijo primogénito bajo la custodia de su hermana, la reina viuda Blanca. Los tres fueron hasta Tours vía Chartres, y desde allí continuó Juana su viaje acompañada del tesorero y Jean de Crèvecoeur, mayordomo del rey, enviado por el rey desde Navarra para organizar este viaje. Atravesando Poitiers y Saintes llegaron a Burdeos donde les dieron la bienvenida los delegados reales el señor de Luxá y Rodrigo de Úriz. Junto con el equipaje, enviado por río de Mantes a Ruan y desde allí hasta Burdeos por mar, la comitiva llegó a Saint-Jean-Pied-de-Port el 19 de diciembre. El camarero real, Raoul de La Planche, supervisó la dirección de este convoy desde su salida el 1 de septiembre de 1362 hasta su llegada el 28 de octubre. Su primera estancia en Navarra se mantuvo en segundo plano tras Carlos II, sin mayor protagonismo político alguno, dedicada a la familia y alumbrando a dos nuevos hijos de Carlos: Felipe, (noviembre de 1363), que falleció prematuramente, y María (c. 1365). En este momento conoce a su cuñada Inés, hermana menor de Carlos II que, casada y repudiada por Gastón, conde de Foix (1364), se había trasladado a Pamplona; ella se convertiría en su más fiel compañera y confidente durante el resto de su vida.
El Tratado de Pamplona-Saint-Denis (mayo de 1365), celebrado tras la derrota de Cocherel, disponía que Carlos II rindiera homenaje al rey de Francia. Se había concedido un respiro hasta la Navidad de 1365. Carlos V amplió este plazo el 2 de octubre de 1365 hasta la Pascua del año siguiente. Carlos II tomó los asuntos de Navarra como excusa para posponer su viaje, y es probable que enviara a su esposa a Francia para, en particular, apacientar a Carlos V por intercesión de su hermana. En la crónica de Garci López de Roncesvalles se precisa, al hablar de este viaje, que su objetivo era negociar la paz con el rey de Francia, por lo que tenía un objetivo político que trascendía las preocupaciones del parto de la reina. Juana permaneció en París del 7 al 25 de enero de 1366 y el 13 de enero cenó en Saint-Pol en compañía de su hermano Carlos V de Francia donde permaneció dos días más. Sin embargo, no hay constancia documental sobre la ampliación del plazo concedido para el pago del tributo pendiente, y durante los cuatro años siguientes el asunto quedó silenciado. Además, Carlos V amplió el envío de los fiscales que se reunirían con los de su cuñado en Aviñón para discutir con el Papa la suerte del ducado de Borgoña reclamado por ambas partes, en Saint-Jean-Baptiste de 1366, y Carlos fue informado de ello el 17 de marzo de 1366, tras la estancia de su esposa en París.

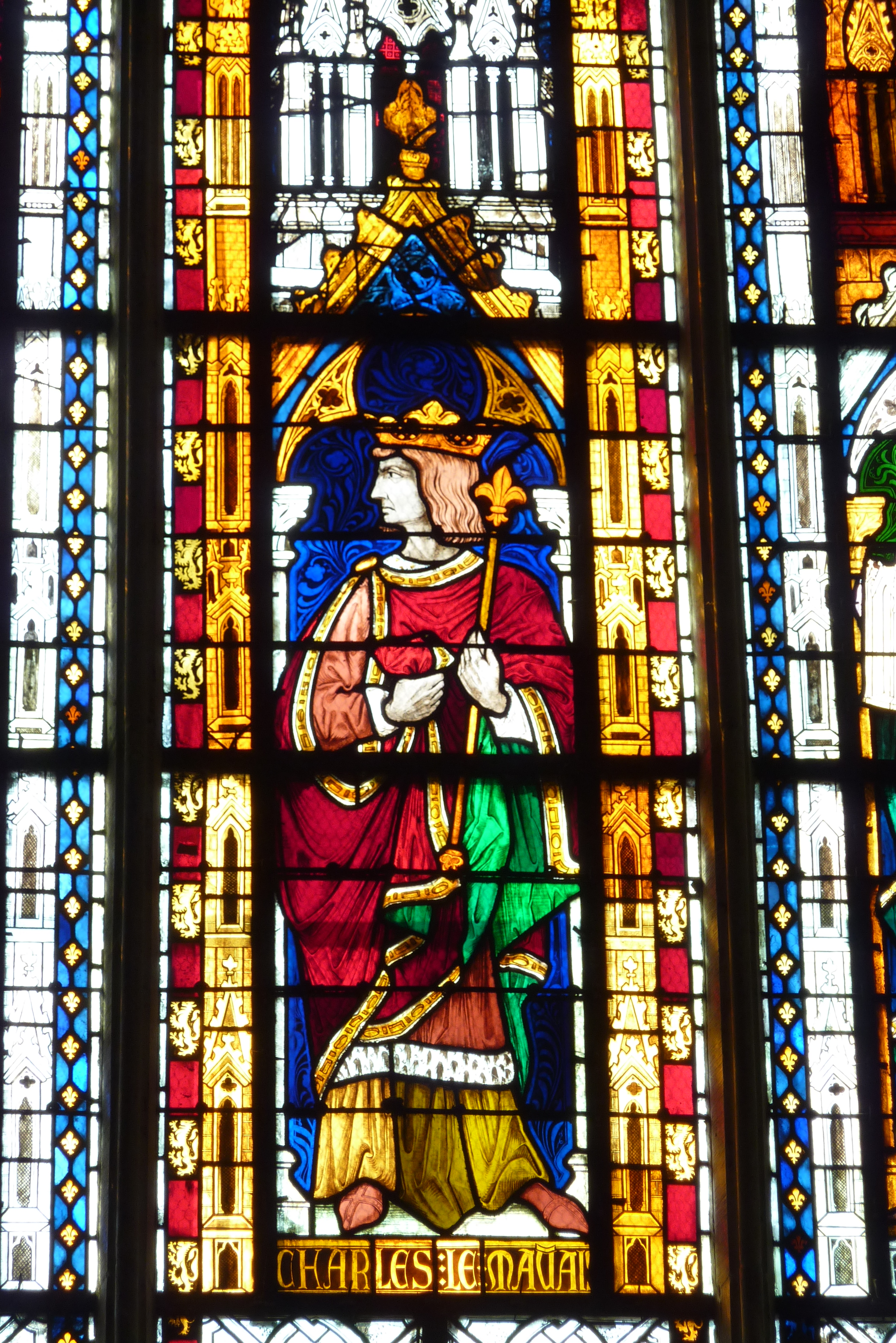
Vidriera de Carlos II en la Colegiata de Notre-Dame de Mantes-la-Jolie

### Viaje diplomático a Francia (1365-1366)
El poder de Carlos II en Francia decaía al mismo tiempo que aumentaba la tensión con Aragón, aliado de los Valois. Ambas circunstancias motivaron que Juana de Valois fuera enviada por Carlos II, a realizar tan largo viaje a Francia a finales de 1365. Acompañada de su cuñada Inés, según narra el cronista Garci López de Roncesvalles, y con la tarea de mediar ante su hermano Carlos V «por abrir manera de paz». Para entonces su hermano Carlos ya había sido coronado como rey, mientras que Juana, en estado de gestación (el infante Pedro, tercero de los hijos), comenzó los preparativos a principios de noviembre y salió de Pamplona el día 22 de noviembre para llegar a Évreux un mes después, el 23 de diciembre. Realizó una breve estancia aquí (23-31 de diciembre de 1365) y se rodeó de las damas de Sacquenville y Peray, del consejo y de los burgueses del condado de Évreux para pasar la Navidad. Aquí se reencontró con el infante Carlos y tres meses más tarde daría a luz a Pedro.
El 7 de enero de 1366 partió hacia París con la tarea de reunirse con su hermano (13-15 de enero de 1366) tratando, sin éxito, aliviar a su marido de alguna de las duras condiciones que meses atrás, en el Tratado de Aviñón, Carlos V le había impuesto. En París permaneció hasta el 25 siguiente. En febrero regresó a Évreux, donde estuvo unos meses hasta el nacimiento del cuarto hijo, Pedro (5 de abril de 1366), y donde permaneció hasta el 2 de junio de 1366, que reemprendió el regreso a Navarra junto a Inés y los infantes. Pasando por Pont-Audemer, Lisieux, Caen, Bayeux y Saint-Lô, llegó a Gavray el 10 de junio donde permaneció hasta el día 13, y el 16 estaba en Avranches. Llegó al Mont-Saint-Michel el día 17 y abandonó el principado pasando por Bretaña para viajar por tierra hasta Navarra, pasando por Burdeos. Juana de Valois mantuvo una entrevista, junto a Juan de Grailly, Captal de Buch y lugarteniente de Carlos II en Francia, con el futuro Ricardo II de Inglaterra, entonces príncipe de Gales en Burdeos (2-3 de julio de 1366) buscando propiciar un acuerdo anglo-navarro como consecuencia de la victoria provisional de Enrique II de Trastámara en Castilla. Estas conversaciones las retomaría Carlos II en persona posteriormente tras recibir a Juana en el reino (11 de julio de 1366), en Saint-Jean-Pied-de-Port. Desde allí Juana continuó hasta Pamplona mientras Carlos se dirigía hacia Guyena.

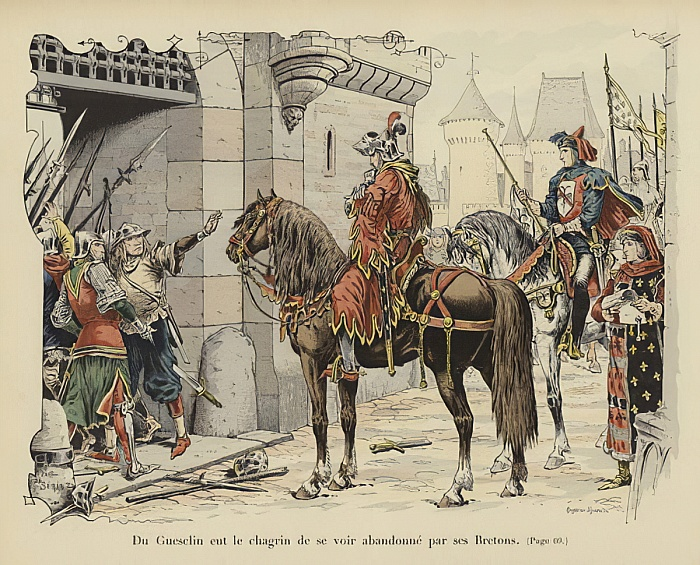
Bertrand du Guesclin abandonado por sus bretones

### Segunda estancia en Navarra (1366-1373): regente en Navarra
Tras su regreso a Navarra, mantuvo de nuevo un segundo plano en asuntos de gobierno, al mismo tiempo que Carlos II hacía «frente a sus ambiguos compromisos diplomáticos y al paso de las Grandes Compañías por el reino,» Juana se ocupaba puntualmente de misiones de más alto nivel, como ocurrió mientras Carlos II, yendo de cacería, fue hecho “prisionero” por Olivier de Mauny y lo retuvo unos días en Borja (1-16 de marzo de 1367). Juana, que estaba en Olite, siguiendo la estratagema de su marido, «se apresuró en dar cuenta al Príncipe de Gales de la "traición" de que había sido víctima el rey». En estos años fueron naciendo tres hijas más: Blanca (1368), Juana (1370) y Bona (1372).
Juana que paulatinamente se había ganado la confianza del monarca navarro. Así, cuando el 17 de junio de 1369 Carlos había partido hacia La Bastide-Clairence rumbo hacia Normandía (22 de junio), Juana, como se refleja en la documentación fechada en Estella el 25 de junio, se había quedado al frente del reino como lugarteniente de facto. Contaba con la ayuda y el consejo de Bernardo de Folcaut, obispo de Pamplona, y de Juan Cruzat, deán de Tudela para desempeñar estas labores de gobierno. En una orden dada al almirante del Burgo de San Saturnino, fechada el 23 de junio se lee la intitulación de «Carlos, hijo primogénito de rey de Navarra y su lugarteniente en el dicho reino». Aunque realmente el rey Carlos II delega la lugartenencia en su hijo mayor, con apenas ocho años, fue Juana, ejerciendo su tutela, quien detentaba el poder y gobierno del reino.

#### La amenaza de las Grandes compañías en Navarra
Internamente, el reino de Navarra había sufrido el paso militar de las Grandes compañías hasta el punto que algunas poblaciones (Azcona y Arizaleta) se vieron fuertemente afectadas y fueron despobladas en 1370 causando con ello preocupación en la regente. En San Adrián, junto al Ebro, su castillo era una plaza muy importantes en la custodia de la frontera con Castilla; sus habitantes habían perdido todo y los puentes de la ciudad se habían destruidos. Juana, tratando que el lugar fuera repoblado, devolvió a los habitantes lo que aún debían al tesoro real.
La regente también tuvo que afrontar la amenaza del paso de Bertrand du Guesclin por Navarra evitando desvelar la ambivalencia diplomática del monarca (18 de octubre de 1369). Su preocupación se fijaba en evitar que el reino volviera a ser escenario de abusos. Carlos II, antes de partir, había comprado la tranquilidad del militar francés, que pretendía viajar desde Aragón hasta Castilla, mediante el pago de 18.200 libras (26.000 florines), ordenando Juana su abono el 18 de septiembre de 1369:

«por cierto tractamiento et composicion fecho con eill, por el seynnor rey et sus gentes, que el dicho mossen Bertran, ni ninguno de su gentes d'armas, ni ninguno de la dichas compaynnas, que agora en el mes de jenero que postremerament passo, passaron por Aragon en Castieilla, non entrarian en Navarra ni farian d’aynno ninguno  en el dicho regno ni a las gentes del dicho seynnor rey».

Hacia febrero de 1370 hubo rumores de que du Guesclin tenía la intención de volver a entrar en Navarra. Los navarros se conmovieron y defendieron sus fronteras ante el acercamiento de “los bretones y otras gentes de armas”. La reina se interesó en saber por dónde andaba esta tropa y qué estaban haciendo; en abril de 1370 envió a San Vicente de la Sonsierra un mensajero «por saber de las nuevas de los dichos Bretones qui eran en Rioia et en Burnieva», mientras que envió a otro a otra parte «por saber las nuevas et estado de part d’aylla por que los Bretones eran acerquados enta Navarra». En realidad, lo que Du Guesclin buscaba era la forma de volver a Francia, y en su ruta desde Ágreda a Jaca, cruzaba por Borja, Tarazona, Magallón y Tudela. Ante ello, puesto que el riesgo era grande, la reina encomendó a Guillaume de Meaucourt la misión de entrevistarse con el capitán francés. Ambas partes acordaron en Soria, el 20 de junio de 1370, que las tropas francesas no atravesarían el reino. El acuerdo fue aprobado por la reina y Meaucourt recibió su respuesta el 24 de junio en Tarazona, donde también esperaban el vicegobernador y Juan Cruzat. Los tres acudieron al día siguiente a Borja para avisar a du Guesclin de la confirmación del acuerdo salvando así el reino.

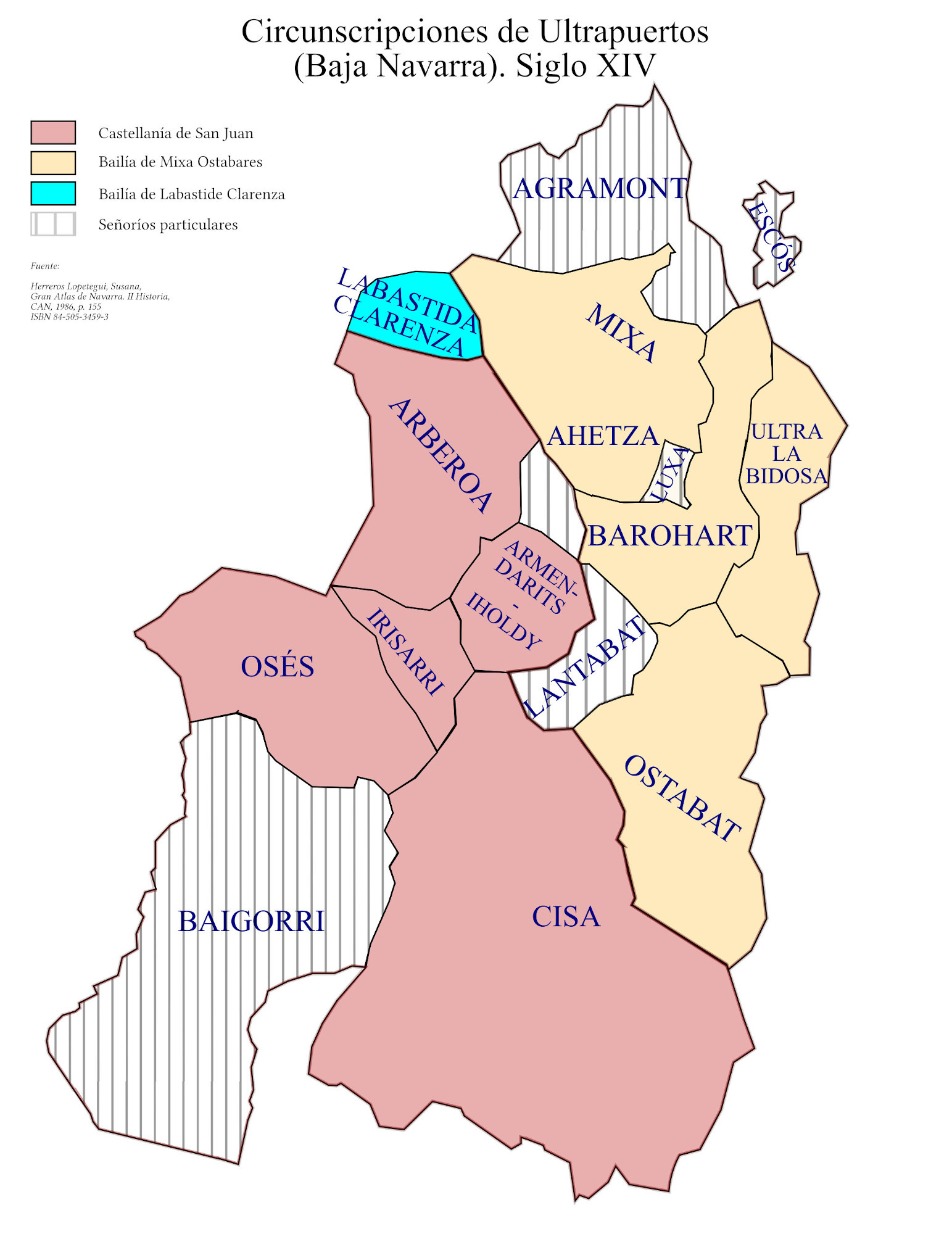
Circunscripciones de Tierras de Ultrapuertos (Baja Navarra). Siglo XIV

#### Inestabilidad en Ultrapuertos
Juana también tuvo que afrontar un levantamiento en las tierras navarras ultrapirenaicas de Mixa y Ostabat (octubre de 1369-agosto de 1370) cuyos habitantes se negaron durante el último trimestre de 1369, a pagar la ayuda de 4 florines por fuego concedida al rey ese año. La reina nombró dos comisionados para resolver este conflicto, pero en febrero de 1370 la oposición no había cesado y sus actores estaban haciendo «muchas baratas e cautelas». Un mes después la situación empeoró, hasta el punto de que se hizo necesaria la protección del país por parte de hombres armados. Se hizo aún más necesario cuando un incidente complicó la situación. Gente del Señor de Albret, a quien se había dado la tierra de Mixa, había entrado en la tierra de Sola, bajo la jurisdicción del Príncipe de Gales, y se había dedicado a exacciones y saqueos. Una cosa era desobedecer las órdenes dadas por la reina y otra provocar a Inglaterra, cuyo apoyo Carlos II buscaba en Cherburgo. Juana consideró que esta actitud era del tipo de «poner a nos e al regno en guerra contra el Princep e con sus gentes». El riesgo de una conflagración en la región era demasiado grande, sobre todo porque era preocupante la actitud de dos señores de Ultrapuertos, en continua oposición: los de Luxa y Agramont. El primero se había declarado abiertamente en contra del pago de ayudas. La decidida actuación de la reina con efectiva gravedad les hicieron entrar en razón.

#### Acuerdos con Aragón
Fue cometido de Juana velar por el cumplimiento de los acuerdos firmados por Carlos II con aragoneses y castellanos antes de su partida. El 30 de abril de 1369, gracias a la mediación de Juan Cruzat, había firmado en Tortosa un tratado de paz con Pedro IV de Aragón por el cual cada parte devolvió sus respectivas conquistas. Aragón devolvía Ferrera, al pie del Moncayo, y Navarra los castillos de Salvatierra y el Real. Juana ordenaba al merino de Sangüesa y al alcaide del lugar que devolvieran las dos plazas ocupadas a los aragoneses. Pero ese verano Pedro IV había tenido la idea de ocupar Castilla, tras la victoria de Enrique II de Castilla sobre Pedro I en la batalla de Montiel, en junio de 1369, y tras el asesinato de Pedro. De esta forma hizo contactos con navarros y con el Príncipe Negro para asediar a los castellanos aunque ambos contactos resultaron infructuosos.
Juana, con Juan Cruzat mediando de nuevo bajo mandato de la reina, volvió a Tortosa para firmar un acuerdo con el rey Aragón (4 de febrero de 1370) estableciendo una alianza contra Enrique II. El acuerdo fue ratificado desde Cherburgo por Carlos II (9 de abril).

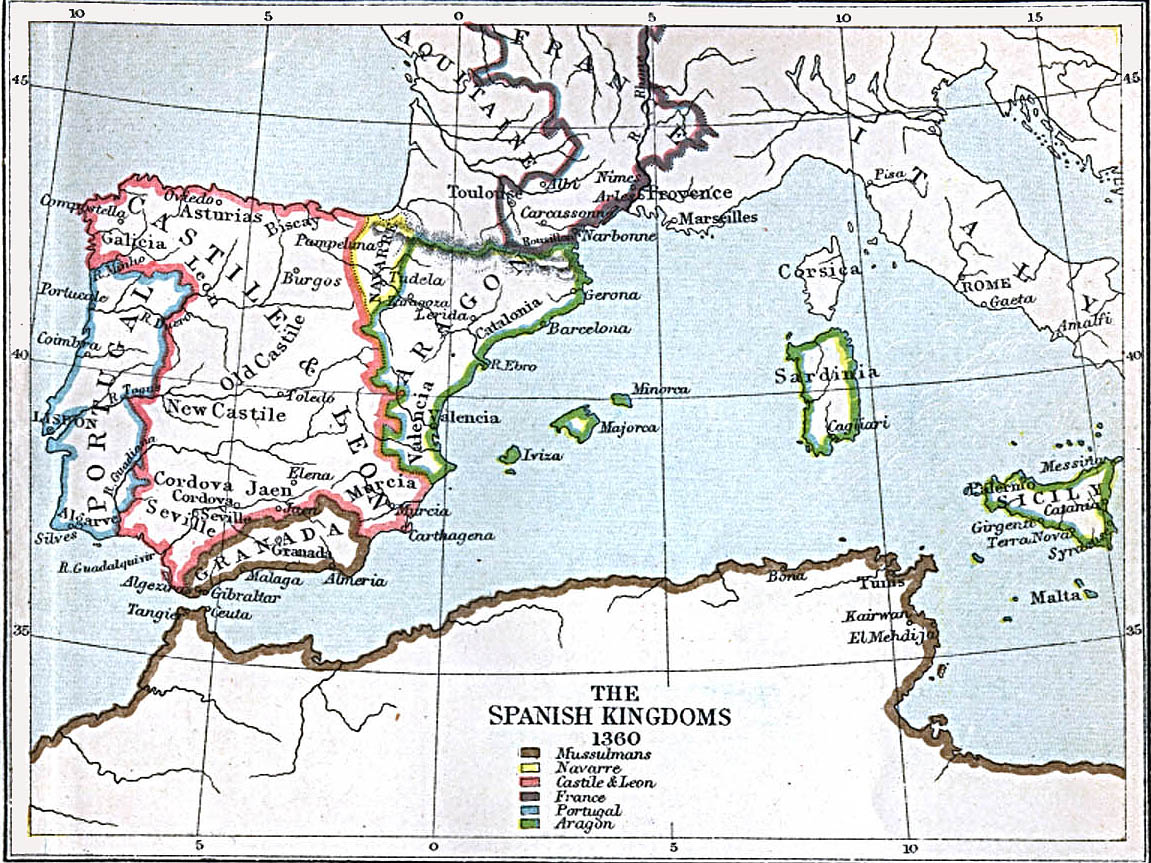
La península ibérica en 1360.

#### Acuerdos con Castilla
La reina tampoco desviaba su atención de los movimiento castellanos cuando Enrique II intentó recuperar Vitoria, en vano, en agosto de 1369. Para solventar esta conflictiva situación con Castilla estableció una vigilancia especial de la frontera y acordó una tregua hasta el 1 de mayo de 1371. En esta tregua de Montblanch (26 de octubre de 1370) «se convino que, aún cuando el rey de Francia hiciera guerra al rey de Navarra, Castilla no iría contra Navarra en tanto durase la tregua, aunque fuese requerida para ello por el francés en virtud de los pactos existentes entre los dos reinos.» Los negociadores fueron «el antiguo señor navarro Juan Remírez de Arellano, ahora señor de los Cameros, como procurador del rey de Castilla, y Juan Cruzat, deán de Tudela, por el reino de Navarra. Antes de que expirase la tregua fue prorrogada hasta mediados de agosto.»
La reina regente siente la ofensiva militar de Castilla cuando Enrique II envía a Beltrán de Guevara, «uno de esos fronteros que había estado al servicio del rey de Navarra», junto «con Ruy Díaz de Rojas, merino mayor de Guipúzcoa, para intentar recuperar las plazas de la frontera» ocupadas en 1368 por Carlos II. Aunque el monarca navarro había tratado que el rey francés y el papa «mediaran en sus diferencias con Castilla» finalmente delegó en Juana la resolución del conflicto. Para ello la reina regente «nombró procuradores para rendir al rey de Castilla el castillo de Zaldiarán y las villas de Santa Cruz de Campezo y Contrasta, así como para que sometieran al arbitraje del papa y del rey de Francia las diferencias existentes con Castilla, y para que 
pudieran poner las plazas de Vitoria, Salvatierra y Logroño en manos del rey de Francia y de Bertrán de Cosnac, cardenal de Comminges y legado pontificio en España.» (Sangüesa, 6 de octubre de 1371).
Pero Enrique II de Castilla, sabedor de la posición de fuerza que disfrutaba, «aprovechó para poner en discusión las viejas reclamaciones de Fitero y Tudején, así como las villas de Laguardia y San Vicente, con sus fortalezas, que nada tenían que ver con los actuales conflictos.» (Burgos, 3 de noviembre de 1371). Por ello, más tarde, y «de acuerdo con lo convenido, las villas de Logroño, Vitoria y Salvatierra fueron puestas en secuestro del papa y del rey de Francia, encomendando su guarda a Jacques de Penahodit, caballero del rey de Francia, y Juan Remírez de Arellano».
Con el regreso a Navarra de Carlos II (septiembre de 1372), se buscó revertir la situación aunque las circunstancias habían cambiado mucho durante su ausencia. Los historiadores José Goñi Gaztambide y José María Lacarra, respectivamente, explican cómo se precipitaron los acontecimientos y los cambios: «Las Cortes reunidas en Pamplona hacia el 4 de marzo de 1373 habían acordado conceder al rey una ayuda extraordinaria de 50.000 libras para armar 3.000 hombres.» Sobre el pueblo llano recaían veinte mil libras. Pero de esta ayuda no quedaba nadie excluido «ni los nobles ni los eclesiásticos. Se dijo que García Sanchiz de Ibilceta, tesorero del reino, familiar y hombre de confianza del obispo, prohibió a los arciprestes que cobrasen la parte correspondiente a la clerecía del obispado de Pamplona, y los de Tarazona se negaron a entregar su parte, porque los del obispado de Pamplona no pagaban. García Sanchiz de Ibilceta fue destituido del cargo de tesorero del reino; se mandó abrir expediente contra el obispo y el deán, don Juan Cruzat, y ambos buscaron la salvación en la fuga. El obispo, Bernart Folcaut, llegó a Aviñón, donde fue acogido en la corte papal, y ya no volvió a su diócesis; el deán fue alcanzado y muerto cerca de Logroño. Los bienes de ambos fueron confiscados.»

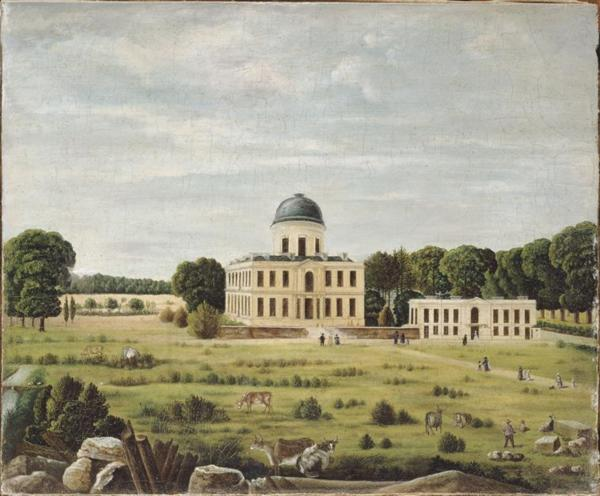
Vista decimonónica del Palacio de Navarra en Evreux (Anónimo) destruido en 1836. Un primer palacio fue construido en 1330 por Juana II de Navarra.

### Regreso a Francia y fallecimiento (1373): lugarteniente de Normandía
Cuando aún no hacían seis meses de su regreso a Navarra Carlos II decidió enviar a su esposa a Normandía en calidad de lugarteniente. Con ello, además, dejaba claro que no se había quebrantado su confianza en ella tras los cambios y acontecimientos acaecidos sobre sus consejeros tras su vuelta a Navarra. En la documentación expedida se la titula como:

«Johanna, regis quondam Francorum primogenita, Dei gracia regina Navarre, comitissa Ebroicensis, tociusque ville Montispessulani, baronie, rectorie ac parvi sigilli eiusdem domina, vicegerens domini mei in terris quas habet in regno Francie, in eius absencia.»
«Juana, primogénita del difunto rey de Francia, por la gracia de Dios reina de Navarra, condesa de Evreux, señora de toda la baronía de Montpellier, de la rectoría y del pequeño sello, lugarteniente de mi señor en todas las tierras que tiene en el reino de Francia»
Evreux, 18 de septiembre de 1373.

Carlos II le encomendó varias tareas de gobierno a realizar en los dominios del norte de Francia y a trabajar en defensa de los intereses reales navarros ante su hermano el rey de Francia además de cuidar y atender los asuntos diplomáticos navarros referentes a las cesiones territoriales en Castilla, que Enrique II le disputaba a Carlos II, y renegociar las condiciones establecidas con Carlos V en el tratado de Vernon donde establecían el cambio de las plazas normandas ocupadas en 1364 por la baronía de Montpellier. Antes de la partida dejó testamento (Olite, 27 de enero de 1373) y se hizo acompañar, una vez más, por su cuñada Inés de Navarra. 
Primeramente viajaron ambas hacia Montpellier, donde permanecieron algunos meses (17 de marzo-20 de julio) «tratando de concretar las tasaciones de rentas y los derechos de su esposo en la villa» como paso previo a su futura reunión con Carlos V. Sin embargo, con estas tareas inconclusas, al poco tiempo de su llegada a Evreux (14 de septiembre de 1373) Juana, que estaba encinta, falleció súbitamente el 3 de noviembre de 1373. La causa se atribuyó a un síncope que le dio mientras tomaba un baño y estando mal atendida, según se desprende de la autopsia realizada tras su extraña muerte para disipar rumores sobre otras causas.

### Fallecimiento y sepultura

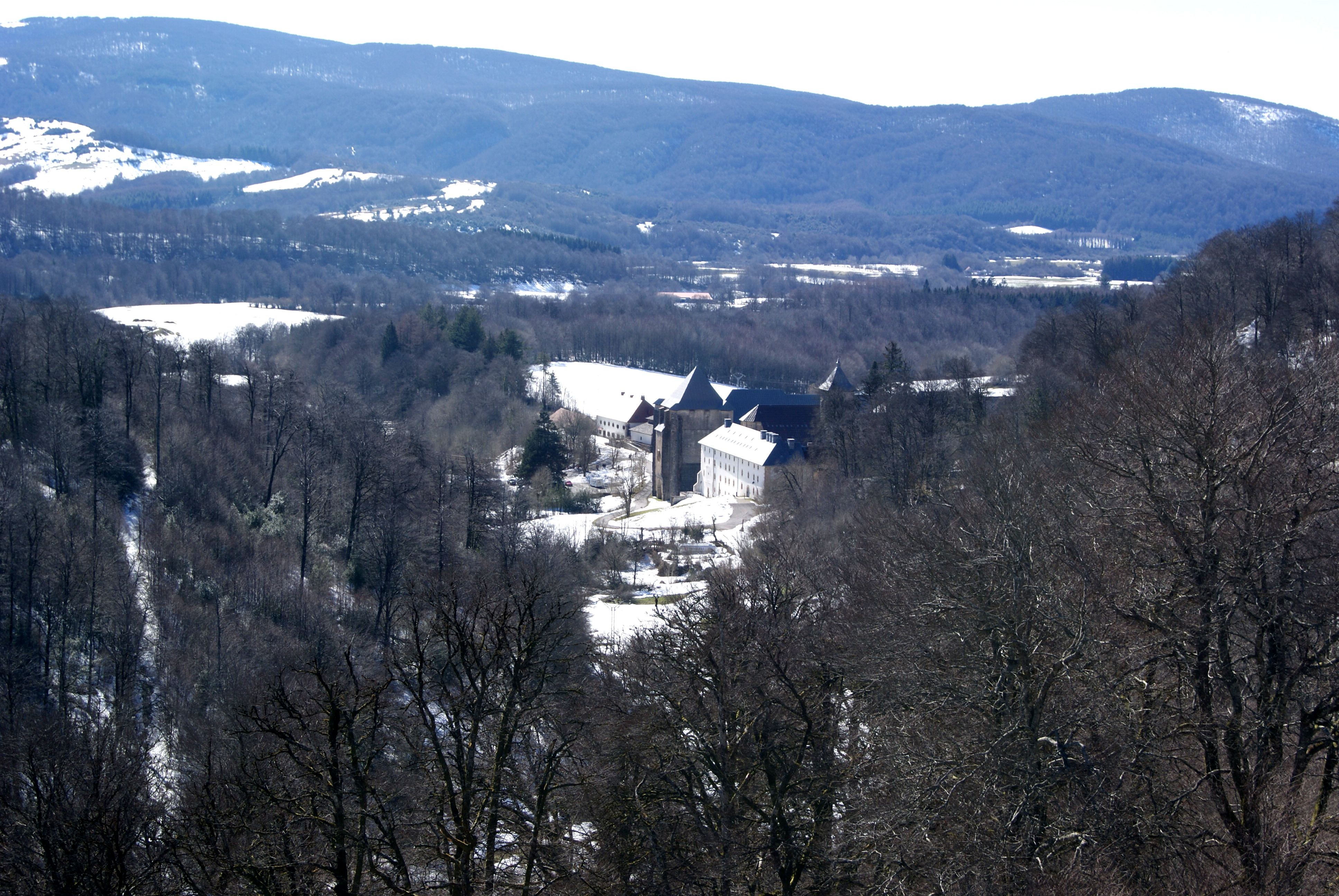
La Colegiata de Roncesvalles desde Ibañeta (Navarra)

Como miembro de la Casa de Valois reinante en Francia, y siguiendo sus deseos testamentarios, recibió sepultura en la Basílica de Saint-Denis en el panteón real allí instalado. Su hermano Carlos V, en su testamente de 1374, estableció tres misas semanales por el alma de su hermana en la capilla donde descansaba y donde el mismo deseaba ser enterrado. Más tarde se instaló también un cenotafio en la catedral de Évreux. Por otra parte, Inés de Navarra volvía a Navarra hacia finales de año con las entrañas y su corazón embalsamados. Las primeras fueron depositados en la Real Colegiata de Santa María de Roncesvalles a comienzos de 1374; más tarde Carlos II fundaría allí una capilla en julio de 1374. El corazón se llevó a la catedral de Pamplona, donde Carlos también fundó en julio de 1374 dos capillas perpetuas y un aniversario. Por su parte el rey de Francia, el duque de Borgoña celebraron sus funerales. El 29 de noviembre de 1373 tuvo lugar un servicio religioso en Sens al que asistieron los duques de Borgoña. Carlos II hizo diversas donaciones el 16 de diciembre de 1373 para el alma de su difunta esposa. También se celebraron diversos oficios en Sangüesa, Pamplona, Monreal y Roncesvalles, también como en Montpellier.

## Matrimonio e hijos
De su unión con Carlos II nacieron: 
- Carlos de Évreux (Mantes, 1361-1425): rey de Navarra como Carlos III.
- Bona de Évreux (1364-1389).
- Pedro de Évreux (1366-1412): conde de Mortain.
- Felipe de Évreux (1368)
- Juana de Évreux (1370-1437): casada en primeras nupcias con su primo Juan IV de Bretaña, y esposada después (1403) con Enrique IV de Inglaterra.
- Blanca de Évreux (1372 - 1385).

Juana de Francia murió en Évreux, feudo de su esposo, cuando contaba solo 30 años de edad.

## Ancestros
| \| \| \| \| \| \| \| \| \| \| \| \| \| \| \| \| \| \| \| \| 16. Felipe III de Francia \| \| \| \| \| \| \| \| \| \| \| \| \| \| \| \| \| \| \| \| \| \| \| \| \| \| \| \| \| \| \| \| \| \| \| \| \| \| \| \| \| \| \| \| \| \| \| \| \| \| \| \| \| \| 8. Carlos de Valois \| \| \| \| \| \| \| \| \| \| \| \| \| \| \| \| \| \| \| \| \| \| \| \| \| \| \| \| \| \| \| \| \| \| \| \| \| \| \| \| \| \| \| \| \| \| \| \| \| \| \| \| \| \| 17. Isabel de Aragón \| \| \| \| \| \| \| \| \| \| \| \| \| \| \| \| \| \| \| \| \| \| \| \| \| \| \| \| \| \| \| \| \| \| \| \| \| \| \| \| \| \| \| \| \| \| \| \| \| \| \| \| \| \| 4. Felipe VI de Francia \| \| \| \| \| \| \| \| \| \| \| \| \| \| \| \| \| \| \| \| \| \| \| \| \| \| \| \| \| \| \| \| \| \| \| \| \| \| \| \| \| \| \| \| \| \| \| \| \| \| \| \| \| \| 18. Carlos II de Anjou \| \| \| \| \| \| \| \| \| \| \| \| \| \| \| \| \| \| \| \| \| \| \| \| \| \| \| \| \| \| \| \| \| \| \| \| \| \| \| \| \| \| \| \| \| \| \| \| \| \| \| \| \| \| 9. Margarita de Anjou-Sicilia \| \| \| \| \| \| \| \| \| \| \| \| \| \| \| \| \| \| \| \| \| \| \| \| \| \| \| \| \| \| \| \| \| \| \| \| \| \| \| \| \| \| \| \| \| \| \| \| \| \| \| \| \| \| 19. María de Hungría \| \| \| \| \| \| \| \| \| \| \| \| \| \| \| \| \| \| \| \| \| \| \| \| \| \| \| \| \| \| \| \| \| \| \| \| \| \| \| \| \| \| \| \| \| \| \| \| \| \| \| \| \| \| 2. Juan II de Francia \| \| \| \| \| \| \| \| \| \| \| \| \| \| \| \| \| \| \| \| \| \| \| \| \| \| \| \| \| \| \| \| \| \| \| \| \| \| \| \| \| \| \| \| \| \| \| \| \| \| \| \| \| \| 20. Hugo IV de Borgoña \| \| \| \| \| \| \| \| \| \| \| \| \| \| \| \| \| \| \| \| \| \| \| \| \| \| \| \| \| \| \| \| \| \| \| \| \| \| \| \| \| \| \| \| \| \| \| \| \| \| \| \| \| \| 10. Roberto II de Borgoña \| \| \| \| \| \| \| \| \| \| \| \| \| \| \| \| \| \| \| \| \| \| \| \| \| \| \| \| \| \| \| \| \| \| \| \| \| \| \| \| \| \| \| \| \| \| \| \| \| \| \| \| \| \| 21. Yolanda de Dreux, duquesa de Borgoña \| \| \| \| \| \| \| \| \| \| \| \| \| \| \| \| \| \| \| \| \| \| \| \| \| \| \| \| \| \| \| \| \| \| \| \| \| \| \| \| \| \| \| \| \| \| \| \| \| \| \| \| \| \| 5. Juana de Borgoña \| \| \| \| \| \| \| \| \| \| \| \| \| \| \| \| \| \| \| \| \| \| \| \| \| \| \| \| \| \| \| \| \| \| \| \| \| \| \| \| \| \| \| \| \| \| \| \| \| \| \| \| \| \| 22. Luis IX de Francia \| \| \| \| \| \| \| \| \| \| \| \| \| \| \| \| \| \| \| \| \| \| \| \| \| \| \| \| \| \| \| \| \| \| \| \| \| \| \| \| \| \| \| \| \| \| \| \| \| \| \| \| \| \| 11. Inés de Francia \| \| \| \| \| \| \| \| \| \| \| \| \| \| \| \| \| \| \| \| \| \| \| \| \| \| \| \| \| \| \| \| \| \| \| \| \| \| \| \| \| \| \| \| \| \| \| \| \| \| \| \| \| \| 23. Margarita de Provenza \| \| \| \| \| \| \| \| \| \| \| \| \| \| \| \| \| \| \| \| \| \| \| \| \| \| \| \| \| \| \| \| \| \| \| \| \| \| \| \| \| \| \| \| \| \| \| \| \| \| \| \| \| \| 1. Juana de Valois, reina de Navarra \| \| \| \| \| \| \| \| \| \| \| \| \| \| \| \| \| \| \| \| \| \| \| \| \| \| \| \| \| \| \| \| \| \| \| \| \| \| \| \| \| \| \| \| \| \| \| \| \| \| \| \| \| \| 24. Enrique VI de Luxemburgo \| \| \| \| \| \| \| \| \| \| \| \| \| \| \| \| \| \| \| \| \| \| \| \| \| \| \| \| \| \| \| \| \| \| \| \| \| \| \| \| \| \| \| \| \| \| \| \| \| \| \| \| \| \| 12. Enrique VII de Luxemburgo \| \| \| \| \| \| \| \| \| \| \| \| \| \| \| \| \| \| \| \| \| \| \| \| \| \| \| \| \| \| \| \| \| \| \| \| \| \| \| \| \| \| \| \| \| \| \| \| \| \| \| \| \| \| 25. Beatriz de Avesnes \| \| \| \| \| \| \| \| \| \| \| \| \| \| \| \| \| \| \| \| \| \| \| \| \| \| \| \| \| \| \| \| \| \| \| \| \| \| \| \| \| \| \| \| \| \| \| \| \| \| \| \| \| \| 6. Juan I de Bohemia \| \| \| \| \| \| \| \| \| \| \| \| \| \| \| \| \| \| \| \| \| \| \| \| \| \| \| \| \| \| \| \| \| \| \| \| \| \| \| \| \| \| \| \| \| \| \| \| \| \| \| \| \| \| 26. Juan I de Brabante \| \| \| \| \| \| \| \| \| \| \| \| \| \| \| \| \| \| \| \| \| \| \| \| \| \| \| \| \| \| \| \| \| \| \| \| \| \| \| \| \| \| \| \| \| \| \| \| \| \| \| \| \| \| 13. Matilde de Brabante \| \| \| \| \| \| \| \| \| \| \| \| \| \| \| \| \| \| \| \| \| \| \| \| \| \| \| \| \| \| \| \| \| \| \| \| \| \| \| \| \| \| \| \| \| \| \| \| \| \| \| \| \| \| 27. Margarita de Dampierre \| \| \| \| \| \| \| \| \| \| \| \| \| \| \| \| \| \| \| \| \| \| \| \| \| \| \| \| \| \| \| \| \| \| \| \| \| \| \| \| \| \| \| \| \| \| \| \| \| \| \| \| \| \| 3. Bona de Luxemburgo \| \| \| \| \| \| \| \| \| \| \| \| \| \| \| \| \| \| \| \| \| \| \| \| \| \| \| \| \| \| \| \| \| \| \| \| \| \| \| \| \| \| \| \| \| \| \| \| \| \| \| \| \| \| 28. Otakar II de Bohemia \| \| \| \| \| \| \| \| \| \| \| \| \| \| \| \| \| \| \| \| \| \| \| \| \| \| \| \| \| \| \| \| \| \| \| \| \| \| \| \| \| \| \| \| \| \| \| \| \| \| \| \| \| \| 14. Wenceslao II de Bohemia \| \| \| \| \| \| \| \| \| \| \| \| \| \| \| \| \| \| \| \| \| \| \| \| \| \| \| \| \| \| \| \| \| \| \| \| \| \| \| \| \| \| \| \| \| \| \| \| \| \| \| \| \| \| 29. Cunegunda de Eslavonia \| \| \| \| \| \| \| \| \| \| \| \| \| \| \| \| \| \| \| \| \| \| \| \| \| \| \| \| \| \| \| \| \| \| \| \| \| \| \| \| \| \| \| \| \| \| \| \| \| \| \| \| \| \| 7. Isabel I de Bohemia \| \| \| \| \| \| \| \| \| \| \| \| \| \| \| \| \| \| \| \| \| \| \| \| \| \| \| \| \| \| \| \| \| \| \| \| \| \| \| \| \| \| \| \| \| \| \| \| \| \| \| \| \| \| 30. Rodolfo I de Habsburgo \| \| \| \| \| \| \| \| \| \| \| \| \| \| \| \| \| \| \| \| \| \| \| \| \| \| \| \| \| \| \| \| \| \| \| \| \| \| \| \| \| \| \| \| \| \| \| \| \| \| \| \| \| \| 15. Judith de Habsburgo \| \| \| \| \| \| \| \| \| \| \| \| \| \| \| \| \| \| \| \| \| \| \| \| \| \| \| \| \| \| \| \| \| \| \| \| \| \| \| \| \| \| \| \| \| \| \| \| \| \| \| \| \| \| 31. Gertrudis de Hohenberg \| \| \| \| \| \| \| \| \| \| \| \| \| \| \| \| \| \| \| \| \| \| \| \| \| \| \| \| \| \| \| \| \| \| \| \| \| \| \| \| \| \| \| \| \| \| \| \| \| \| \| \| |                                          |  |  |  |  |  |  |  |  |  |  |  |  |  |  |  |
| |                                          |  |  |  |  |  |  |  |  |  |  |  |  |  |  |  |
| | 16. Felipe III de Francia                |  |  |  |  |  |  |  |  |  |  |  |  |  |  |  |
| |                                          |  |  |  |  |  |  |  |  |  |  |  |  |  |  |  |
| |                                          |  |  |  |  |  |  |  |  |  |  |  |  |  |  |  |
| | 8. Carlos de Valois                      |  |  |  |  |  |  |  |  |  |  |  |  |  |  |  |
| |                                          |  |  |  |  |  |  |  |  |  |  |  |  |  |  |  |
| |                                          |  |  |  |  |  |  |  |  |  |  |  |  |  |  |  |
| | 17. Isabel de Aragón                     |  |  |  |  |  |  |  |  |  |  |  |  |  |  |  |
| |                                          |  |  |  |  |  |  |  |  |  |  |  |  |  |  |  |
| |                                          |  |  |  |  |  |  |  |  |  |  |  |  |  |  |  |
| | 4. Felipe VI de Francia                  |  |  |  |  |  |  |  |  |  |  |  |  |  |  |  |
| |                                          |  |  |  |  |  |  |  |  |  |  |  |  |  |  |  |
| |                                          |  |  |  |  |  |  |  |  |  |  |  |  |  |  |  |
| | 18. Carlos II de Anjou                   |  |  |  |  |  |  |  |  |  |  |  |  |  |  |  |
| |                                          |  |  |  |  |  |  |  |  |  |  |  |  |  |  |  |
| |                                          |  |  |  |  |  |  |  |  |  |  |  |  |  |  |  |
| | 9. Margarita de Anjou-Sicilia            |  |  |  |  |  |  |  |  |  |  |  |  |  |  |  |
| |                                          |  |  |  |  |  |  |  |  |  |  |  |  |  |  |  |
| |                                          |  |  |  |  |  |  |  |  |  |  |  |  |  |  |  |
| | 19. María de Hungría                     |  |  |  |  |  |  |  |  |  |  |  |  |  |  |  |
| |                                          |  |  |  |  |  |  |  |  |  |  |  |  |  |  |  |
| |                                          |  |  |  |  |  |  |  |  |  |  |  |  |  |  |  |
| | 2. Juan II de Francia                    |  |  |  |  |  |  |  |  |  |  |  |  |  |  |  |
| |                                          |  |  |  |  |  |  |  |  |  |  |  |  |  |  |  |
| |                                          |  |  |  |  |  |  |  |  |  |  |  |  |  |  |  |
| | 20. Hugo IV de Borgoña                   |  |  |  |  |  |  |  |  |  |  |  |  |  |  |  |
| |                                          |  |  |  |  |  |  |  |  |  |  |  |  |  |  |  |
| |                                          |  |  |  |  |  |  |  |  |  |  |  |  |  |  |  |
| | 10. Roberto II de Borgoña                |  |  |  |  |  |  |  |  |  |  |  |  |  |  |  |
| |                                          |  |  |  |  |  |  |  |  |  |  |  |  |  |  |  |
| |                                          |  |  |  |  |  |  |  |  |  |  |  |  |  |  |  |
| | 21. Yolanda de Dreux, duquesa de Borgoña |  |  |  |  |  |  |  |  |  |  |  |  |  |  |  |
| |                                          |  |  |  |  |  |  |  |  |  |  |  |  |  |  |  |
| |                                          |  |  |  |  |  |  |  |  |  |  |  |  |  |  |  |
| | 5. Juana de Borgoña                      |  |  |  |  |  |  |  |  |  |  |  |  |  |  |  |
| |                                          |  |  |  |  |  |  |  |  |  |  |  |  |  |  |  |
| |                                          |  |  |  |  |  |  |  |  |  |  |  |  |  |  |  |
| | 22. Luis IX de Francia                   |  |  |  |  |  |  |  |  |  |  |  |  |  |  |  |
| |                                          |  |  |  |  |  |  |  |  |  |  |  |  |  |  |  |
| |                                          |  |  |  |  |  |  |  |  |  |  |  |  |  |  |  |
| | 11. Inés de Francia                      |  |  |  |  |  |  |  |  |  |  |  |  |  |  |  |
| |                                          |  |  |  |  |  |  |  |  |  |  |  |  |  |  |  |
| |                                          |  |  |  |  |  |  |  |  |  |  |  |  |  |  |  |
| | 23. Margarita de Provenza                |  |  |  |  |  |  |  |  |  |  |  |  |  |  |  |
| |                                          |  |  |  |  |  |  |  |  |  |  |  |  |  |  |  |
| |                                          |  |  |  |  |  |  |  |  |  |  |  |  |  |  |  |
| | 1. Juana de Valois, reina de Navarra     |  |  |  |  |  |  |  |  |  |  |  |  |  |  |  |
| |                                          |  |  |  |  |  |  |  |  |  |  |  |  |  |  |  |
| |                                          |  |  |  |  |  |  |  |  |  |  |  |  |  |  |  |
| | 24. Enrique VI de Luxemburgo             |  |  |  |  |  |  |  |  |  |  |  |  |  |  |  |
| |                                          |  |  |  |  |  |  |  |  |  |  |  |  |  |  |  |
| |                                          |  |  |  |  |  |  |  |  |  |  |  |  |  |  |  |
| | 12. Enrique VII de Luxemburgo            |  |  |  |  |  |  |  |  |  |  |  |  |  |  |  |
| |                                          |  |  |  |  |  |  |  |  |  |  |  |  |  |  |  |
| |                                          |  |  |  |  |  |  |  |  |  |  |  |  |  |  |  |
| | 25. Beatriz de Avesnes                   |  |  |  |  |  |  |  |  |  |  |  |  |  |  |  |
| |                                          |  |  |  |  |  |  |  |  |  |  |  |  |  |  |  |
| |                                          |  |  |  |  |  |  |  |  |  |  |  |  |  |  |  |
| | 6. Juan I de Bohemia                     |  |  |  |  |  |  |  |  |  |  |  |  |  |  |  |
| |                                          |  |  |  |  |  |  |  |  |  |  |  |  |  |  |  |
| |                                          |  |  |  |  |  |  |  |  |  |  |  |  |  |  |  |
| | 26. Juan I de Brabante                   |  |  |  |  |  |  |  |  |  |  |  |  |  |  |  |
| |                                          |  |  |  |  |  |  |  |  |  |  |  |  |  |  |  |
| |                                          |  |  |  |  |  |  |  |  |  |  |  |  |  |  |  |
| | 13. Matilde de Brabante                  |  |  |  |  |  |  |  |  |  |  |  |  |  |  |  |
| |                                          |  |  |  |  |  |  |  |  |  |  |  |  |  |  |  |
| |                                          |  |  |  |  |  |  |  |  |  |  |  |  |  |  |  |
| | 27. Margarita de Dampierre               |  |  |  |  |  |  |  |  |  |  |  |  |  |  |  |
| |                                          |  |  |  |  |  |  |  |  |  |  |  |  |  |  |  |
| |                                          |  |  |  |  |  |  |  |  |  |  |  |  |  |  |  |
| | 3. Bona de Luxemburgo                    |  |  |  |  |  |  |  |  |  |  |  |  |  |  |  |
| |                                          |  |  |  |  |  |  |  |  |  |  |  |  |  |  |  |
| |                                          |  |  |  |  |  |  |  |  |  |  |  |  |  |  |  |
| | 28. Otakar II de Bohemia                 |  |  |  |  |  |  |  |  |  |  |  |  |  |  |  |
| |                                          |  |  |  |  |  |  |  |  |  |  |  |  |  |  |  |
| |                                          |  |  |  |  |  |  |  |  |  |  |  |  |  |  |  |
| | 14. Wenceslao II de Bohemia              |  |  |  |  |  |  |  |  |  |  |  |  |  |  |  |
| |                                          |  |  |  |  |  |  |  |  |  |  |  |  |  |  |  |
| |                                          |  |  |  |  |  |  |  |  |  |  |  |  |  |  |  |
| | 29. Cunegunda de Eslavonia               |  |  |  |  |  |  |  |  |  |  |  |  |  |  |  |
| |                                          |  |  |  |  |  |  |  |  |  |  |  |  |  |  |  |
| |                                          |  |  |  |  |  |  |  |  |  |  |  |  |  |  |  |
| | 7. Isabel I de Bohemia                   |  |  |  |  |  |  |  |  |  |  |  |  |  |  |  |
| |                                          |  |  |  |  |  |  |  |  |  |  |  |  |  |  |  |
| |                                          |  |  |  |  |  |  |  |  |  |  |  |  |  |  |  |
| | 30. Rodolfo I de Habsburgo               |  |  |  |  |  |  |  |  |  |  |  |  |  |  |  |
| |                                          |  |  |  |  |  |  |  |  |  |  |  |  |  |  |  |
| |                                          |  |  |  |  |  |  |  |  |  |  |  |  |  |  |  |
| | 15. Judith de Habsburgo                  |  |  |  |  |  |  |  |  |  |  |  |  |  |  |  |
| |                                          |  |  |  |  |  |  |  |  |  |  |  |  |  |  |  |
| |                                          |  |  |  |  |  |  |  |  |  |  |  |  |  |  |  |
| | 31. Gertrudis de Hohenberg               |  |  |  |  |  |  |  |  |  |  |  |  |  |  |  |
| |                                          |  |  |  |  |  |  |  |  |  |  |  |  |  |  |  |
| |                                          |  |  |  |  |  |  |  |  |  |  |  |  |  |  |  |